# Emilie Fleten
Emilie Fleten  (* 9. Juni 1992) ist eine norwegische Skilangläuferin.

## Werdegang
Fleten, die für den Gol IL und für das Team Ramudden startet, nahm im Februar 2013 in Madona erstmals am Scandinavian-Cup teil, wobei sie den 18. Platz über 5 km klassisch und den 17. Platz im 10-km-Massenstartrennen errang. Im Skilanglauf-Weltcup startete sie erstmals im Dezember 2017 in Lillehammer und kam dabei auf den 46. Platz im Skiathlon. In der Saison 2018/19 erreichte sie in Vuokatti mit dem vierten Platz im 20-km-Massenstartrennen ihre beste Platzierung im Scandinavian-Cup und mit dem 15. Platz in der Gesamtwertung ihr bestes Gesamtergebnis. Seit der Saison 2019/20 nimmt sie ausschließlich an den Ski Classics teil. Dabei erreichte sie in der Saison 2019/20 in Livigno mit dem dritten Platz beim Prologrennen sowie mit dem zweiten Rang beim Isergebirgslauf ihre ersten Podestplatzierungen und zum Saisonende den sechsten Platz in der Gesamtwertung. Nach zwei dritten Plätzen beim La Diagonela und beim Toblach–Cortina-Lauf zu Beginn der Saison 2020/21, lief sie viermal auf den zweiten Platz, darunter beim Marcialonga und Årefjällsloppet und wurde damit Dritte in der Gesamtwertung. In der Saison 2021/22 kam sie beim Prato Piazza Mountain Challenge, Wasalauf sowie beim Birkebeinerrennet jeweils auf den dritten Platz und zum Saisonende auf den fünften Platz in der Gesamtwertung. 
Zu Beginn der Saison 2022/23 wurde Fleten beim Bad Gastein Criterium und beim Pustertaler Ski-Marathon jeweils Dritte. Im weiteren Saisonverlauf belegte sie viermal den zweiten Platz und beim Reistadløpet den dritten Platz. Zudem gewann sie den Wasalauf und errang damit den dritten Platz in der Gesamtwertung. In der Saison 2023/24 lief sie jeweils dreimal auf den zweiten und auf den dritten Platz. Zudem siegte sie siebenmal, darunter beim Wasalauf sowie beim Marcialonga und gewann damit die Gesamtwertung. In der folgenden Saison belegte sie mit fünf ersten, zwei zweiten und drei dritten Plätzen den zweiten Platz in der Gesamtwertung. Dabei gewann sie den Marcialonga und kam beim Birkebeinerrennet auf den dritten Platz.

## Erfolge

### Siege bei Ski-Classics-Rennen
| Nr. | Datum             | Ort                          | Rennen                       | Disziplin                       |
| --- | ----------------- | ---------------------------- | ---------------------------- | ------------------------------- |
| 1.  | 5. März 2023      | Sälen–Mora                   | Wasalauf                     | 90 km klassisch Massenstart     |
| 2.  | 10. Dezember 2023 | Bad Gastein                  | Bad Gastein Criterium        | 36 km klassisch Massenstart     |
| 3.  | 16. Dezember 2023 | Vinschgau                    | La Venosta Criterium         | 37 km klassisch Massenstart     |
| 4.  | 28. Januar 2024   | Val di Fiemme / Val di Fassa | Marcialonga                  | 70 km klassisch Massenstart     |
| 5.  | 17. Februar 2024  | Orsa                         | Grönklitt Classic            | 60 km klassisch Massenstart     |
| 6.  | 18. Februar 2024  | Orsa                         | Grönklitt ITT                | 13 km klassisch Individualstart |
| 7.  | 3. März 2024      | Sälen–Mora                   | Wasalauf                     | 90 km klassisch Massenstart     |
| 8.  | 13. April 2024    | Hafjell                      | Janteloppet                  | 100 km klassisch Massenstart    |
| 9.  | 15. Dezember 2024 | Bad Gastein                  | Bad Gastein Criterium        | 36 km klassisch Massenstart     |
| 10. | 12. Januar 2025   | Vinschgau                    | La Venosta ITT Kapron-Melago | 11 km klassisch Individualstart |
| 11. | 26. Januar 2025   | Val di Fiemme / Val di Fassa | Marcialonga                  | 70 km klassisch Massenstart     |
| 12. | 15. Februar 2025  | Orsa                         | Grönklitt Criterium 61       | 61 km klassisch Massenstart     |
| 13. | 16. Februar 2025  | Orsa                         | Grönklitt ITT                | 13 km klassisch Individualstart |

### Ski-Classics-Gesamtplatzierungen
| Saison  | Platz | Punkte |
| ------- | ----- | ------ |
| 2019/20 | 6.    | 995    |
| 2020/21 | 3.    | 1295   |
| 2021/22 | 5.    | 1434   |
| 2022/23 | 3.    | 2134   |
| 2023/24 | 1.    | 2565   |
| 2024/25 | 2.    | 4009   |